# Dicranum klauteri
Dicranum klauteri là một loài rêu trong họ Dicranaceae. Loài này được Reimers mô tả khoa học đầu tiên năm 1931.